# Soterias

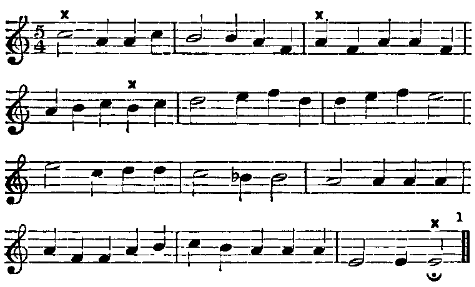
Ilustración de la Enciclopedia Bíblica, 1903): Fragmento musical de las soterias encontrado en Delfos en 1893. La música está en el modo dórico griego, que se corresponde con el frigio moderno.

Las Soterias (en griego antiguo: Σωτήρια) eran unas fiestas conmemorativas de Delfos de las que se conoce perfectamente su origen, puesto que se instituyeron para celebrar la victoria de los griegos —principalmente etolios y beocios— ante la invasión de los gálatas de 279/8 a. C.
Estaban dedicadas a Apolo Pítico y a Zeus Sóter (Salvador).
Estas fiestas de la "salvación" en una primera época eran anuales o bianuales y las organizaban los delfios y la anfictionía. 
Los concursos que se llevaban a cabo eran musicales, líricos y dramáticos, y se acompañaban con una procesión, con sacrificios y con un banquete público.Los premios consistían en dinero.[cita requerida]
En torno a 250 a. C., los etolios, que tenían en sus manos la anfictionía, reorganizaron  las fiestas, que a partir de entonces se celebraron cada cuatro años.
Se celebraban a finales de agosto y principio de septiembre. A los concursos musicales se añadieron pruebas gimnásticas e hípicas en el hipódromo. Como en los otros juegos, los premios en dinero se sustituyeron por coronas.
Parece ser que en el siglo II a. C., se celebraron Soterias también en invierno, sin duda anuales, organizadas por los delfios en la época del año que conmemoraba el aniversario de la invasión.

No conocemos estas fiestas más que a través de las inscripciones.
Es posible que cayeran en desuso en el siglo I a. C., tras el saqueo de los tracios medos.